# Consumer Electronics Show
Consumer Electronics Show (skr. CES) – największe na świecie targi elektroniki oraz nowych technologii, odbywające się corocznie w styczniu w Las Vegas w Nevadzie, sponsorowane przez Consumer Electronics Association. Na pokazie prezentowane są nowe produkty, prototypy oraz nowości technologiczne.
Pierwszy CES odbył się w czerwcu 1967 roku w Nowym Jorku. Od 1978 do 1994 roku, CES odbywał się dwa razy w roku: raz w styczniu w Las Vegas pod nazwą Winter Consumer Electronics Show (WCES) oraz w czerwcu w Chicago jako Summer Consumer Electronics Show (SCES).

## Produkty
Produkty i technologie zaprezentowane podczas poszczególnych edycji CES
- 1970: magnetowid
- 1974: odtwarzacz płyt laserdisc
- 1975: Pong
- 1981: Kamkorder
- 1981: odtwarzacz płyt CD
- 1982: Commodore 64
- 1984: prototyp Amigi 1000 – Lorraine
- 1985: Atari ST
- 1985: Nintendo Entertainment System
- 1991: CD-i
- 1996: DVD
- 1998: HDTV
- 1999: Personal video recorder (PVR)
- 2001: Microsoft Xbox
- 2004: Blu-ray Disc
- 2007: Nokia N800
- 2010: Parrot AR.Drone
- 2012: MakerBot Replicator 3D

## Zobacz także
- Viva Technology